# Amoeba (operační systém)
Amoeba je distribuovaný operační systém, který vyvinul Andrew S. Tanenbaum se svými spolupracovníky na Vrije Universiteit Amsterdam. Cílem projektu Amoeba bylo vytvořit systém sdílení času, který poskytuje uživateli pohled na síť počítačů jako na jeden stroj. Vývoj na Vrije Universiteit byl zastaven: zdrojový kód nejnovější verze (5.3) byl naposledy změněn 30. července 1996.
Programovací jazyk Python byl původně vyvinut pro tuto platformu.

## Úvod
Cílem projektu Amoeba bylo vytvořit operační systém pro počítačové sítě, který by uživateli prezentoval síť jako jediný stroj. Síť Amoeba sestává z několika pracovních stanic připojených k „poolu“ procesorů. Program spuštěný z terminálu poběží na libovolném z dostupných procesorů, přičemž operační systém poskytuje vyvažování zátěže. Na rozdíl od tehdejšího operačního systému Sprite nepodporuje Amoeba migraci procesů.
Pracovní stanice typicky fungují pouze jako terminály zapojené do sítě. Kromě pracovních stanic a procesorů další stroje fungují jako souborové servery, servery adresářových služeb, komunikační servery pro protokoly TCP/IP atd.
Operační systém Amoeba používá mikrojádro. Podporuje multithreading a mechanismus remote procedure call (RPC) pro komunikaci mezi vlákny, potenciálně přes síť; dokonce vlákna jádra používají pro komunikaci mechanismus RPC. Každému vláknu je přiřazeno 48bitové číslo nazývané „port“, které slouží jako jeho jednoznačná „adresa“ v síti pro komunikaci.
Uživatelské rozhraní a různá API systému Amoeba vycházejí z Unixu a částečně implementují standard POSIX; část kódu pro emulaci Unixu pochází z programů portovaných z Tanenbaumova staršího operačního systému MINIX. První verze používala vlastní okénkový systém, který autoři považovali za „rychlejší ... z našeho pohledu, čistší ... menší a mnohem srozumitelnější“, ale verze 4.0 používá X Window System (a umožňuje používat X terminály).
Systém používá síťový protokol FLIP.